# Рушевине „Калуђерске“ или „Преобрашке“ цркве
Рушевине „Калуђерске“ или „Преобрашке“ цркве се налазе у насељеном месту Леочина, на територији општине Србица, на Косову и Метохији, представља непокретно културно добро као споменик културе.
У јужном засеоку села Леочине, поред Калуђерске реке, налазе се остаци тзв. „Калуђерске“ или „Преобрашке“ цркве. Према архитектонским обележјима сачуваних зидова црква се датује у 14. век.

## Основ за упис у регистар
Решење Покрајинског завода за заштиту споменика културе у Приштини, бр. 959 од 31. 12. 1964. г. Закон о заштити споменика културе (Сл. гласник НРС бр. 51/59).